# Udinese Calcio
Udinese Calcio este o echipă de fotbal italiană cu sediul în Udine, Friuli-Venezia Giulia, care joacă în Serie A. Clubul sportiv a fost înființat la 30 noiembrie 1896, iar secția de fotbal a apărut de sine stătătoare la 5 iulie 1911.
Numele la înființare a fost Società Udinese di Ginnastica e Scherma (Societatea Udinese pentru Gimnastică și Scrimă). Un an mai târziu, echipa friulană a triumfat la Treviso în primul campionat național de fotbal desfășurat în Italia; Totuși, această competiție nu este recunoscută ca oficială de către FIF (FIGC de astăzi , fondată doi ani mai târziu), întrucât a fost sponsorizată de Federația Națională Italiană de Gimnastică, care, până în 1903, nu a adoptat regulile de jocul fotbalului IFAB, ci mai degrabă cele ale variantei locale de „fotbal gimnastic”, elaborate de profesorul Francesco Gabrielli.
Primul rezultat important de la înființarea clubului a corespuns atingerii finalei Cupei Italiei în 1922: Udinese a fost învinsă cu 1-0 de Vado.
Clubul a riscat falimentul din cauza datoriilor în vara anului 1923 și, prin urmare, la 24 august, „Associazione Sportiva Udinese” s-a separat de „Associazione Calcio Udinese”, iar aceasta din urmă a fost nevoită să stabilească un buget și o conducere independentă. Toate datoriile au fost plătite de noul președinte Alessandro Del Torso datorită vânzării unor picturi ale sale și Udinese a putut astfel să intre în campionatul Diviziei a II-a 1923-1924 , unde a terminat pe locul patru.
Cel mai bun rezultat în Serie A este un loc doi, în sezonul 1954-1955 când campioană a devenit AC Milan. Totuși, la sfârșitul sezonului, clubul a fost retrogradat în Serie B pentru o infracțiune sportivă, săvârșită în ultima zi a sezonului 1952-1953 și expusă doi ani mai târziu.
În 1978 clubul schimbă numele în Udinese Calcio.
Pe scena europeană, Udinese a câștigat Cupa Mitropa în sezonul 1979-1980.
În perioada recentă, cel mai bun rezultat pe plan intern este locul 3 în Serie A în sezonul 2011-12.
Echipa își desfășoară meciurile de acasă pe Stadio Friuli. Deschis în 1976, ca înlocuitor pentru Stadio Moretti, Friuli avea inițial o capacitate maximă de 41.652 de locuri. Această capacitate a fost redusă recent la 25.144, când stadionul a fost supus unei renovări, între 2013 și 2016, care a constat din îndepărtarea pistei de atletism și demolarea a trei dintre tribune care au fost mutate mai aproape de terenul de joc. Costul reamenajării a fost de aproximativ 50 de milioane de euro, iar până lucrările au fost finalizate, Udinese a disputat meciurile de acasă pe alte stadioane. Noul Friuli a fost deschis oficial pe 17 ianuarie 2016, când Udinese a găzduit Juventus . Numele de sponsorizare al stadionului, Dacia Arena, a fost dezvăluit în acea zi, prin urmare clubul a încheiat un nou acord privind drepturile de denumire a stadionului cu compania Dacia.

## Lotul actual
La 12 august 2025.
| Nr. |                  | Poziție | Jucător              |
| --- | ---------------- | ------- | -------------------- |
| 1   | Italia           | P       | Alessandro Nunziante |
| 4   | Slovenia         | M       | Sandi Lovrić         |
| 5   | Argentina        | M       | Martín Payero        |
| 6   | Spania           | M       | Oier Zarraga         |
| 7   | Chile            | A       | Alexis Sánchez       |
| 8   | Suedia           | M       | Jesper Karlström     |
| 9   | Anglia           | A       | Keinan Davis         |
| 11  | Coasta de Fildeș | F       | Hassane Kamara       |
| 13  | Italia           | F       | Nicolò Bertola       |
| 14  | Franța           | M       | Arthur Atta          |
| 15  | Coasta de Fildeș | A       | Vakoun Bayo          |
| 16  | Germania         | F       | Matteo Palma         |
| 17  | Spania           | A       | Iker Bravo           |
| 19  | Țările de Jos    | F       | Kingsley Ehizibue    |
| 20  | Italia           | M       | Simone Pafundi       |
| 21  | Italia           | M       | Marco Ballarini      |
| 22  | Brazilia         | A       | Brenner              |

| Nr. |               | Poziție | Jucător            |
| --- | ------------- | ------- | ------------------ |
| 23  | Danemarca     | F       | Thomas Kristensen  |
| 24  | Polonia       | M       | Jakub Piotrowski   |
| 27  | Belgia        | F       | Christian Kabasele |
| 28  | Franța        | F       | Oumar Solet        |
| 29  | Franța        | M       | Abdoulaye Camara   |
| 32  | Țările de Jos | M       | Jurgen Ekkelenkamp |
| 33  | Zimbabwe      | F       | Jordan Zemura      |
| 38  | Scoția        | M       | Lennon Miller      |
| 40  | Nigeria       | P       | Maduka Okoye       |
| 55  | Italia        | F       | Cristiano De Paoli |
| 77  | Angola        | F       | Rui Modesto        |
| 79  | Slovenia      | M       | David Pejičić      |
| 90  | România       | P       | Răzvan Sava        |
| 93  | Italia        | P       | Daniele Padelli    |
| 99  | Chile         | A       | Damián Pizarro     |
|     | Georgia       | F       | Saba Goglichidze   |
|     | Belgia        | A       | Sekou Diawara      |

### Împrumutați
La 24 iulie 2025.
| Nr. |                   | Poziție | Jucător                                              |
| --- | ----------------- | ------- | ---------------------------------------------------- |
|     | Italia            | P       | Edoardo Piana (la Monopoli până pe 30 iunie 2026)    |
|     | Republica Irlanda | F       | James Abankwah (la Watford până pe 30 iunie 2026)    |
|     | Portugalia        | F       | Leonardo Buta (la Eibar până pe 30 iunie 2026)       |
|     | Camerun           | F       | Enzo Ebosse (la Hellas Verona până pe 30 iunie 2026) |

| Nr. |            | Poziție | Jucător                                              |
| --- | ---------- | ------- | ---------------------------------------------------- |
|     | Portugalia | F       | Gonçalo Esteves (la Alverca până pe 30 iunie 2026)   |
|     | Danemarca  | A       | Luca Kjerrumgaard (la Watford până pe 30 iunie 2026) |
|     | Italia     | A       | Lorenzo Lucca (la Napoli până pe 30 iunie 2026)      |

## Jucători notabili
Următoarea este o listă provizorie a jucătorilor care au fost internaționali în timp ce jucau pentru Udinese, sortați după naționalitate.
- Odion Ighalo
- Abel Balbo
- Roberto Pereyra
- Daniel Bertoni
- Nahuel Molina
- Rodrigo De Paul
- Juan Musso
- Mauricio Pineda
- Néstor Sensini
- Roberto Sosa
- Régis Genaux
- Johan Walem
- Edinho
- Felipe
- Márcio Amoroso
- Zico
- Mauricio Isla
- David Pizarro
- Alexis Sánchez
- Juan Cuadrado
- Cristián Zapata
- Antonín Barák
- Jakub Jankto
- Marek Jankulovski
- Thomas Helveg
- Martin Jørgensen
- Per Krøldrup
- Jens Stryger Larsen
- Morten Bisgaard
- Hazem Emam
- Oliver Bierhoff
- Carsten Jancker
- Stephen Appiah
- Kwadwo Asamoah
- Asamoah Gyan
- Sulley Muntari
- Emmanuel Agyemang-Badu
- Orestis Karnezis
- Ali Adnan
- Valerio Bertotto
- Alessandro Calori
- Franco Causio
- Morgan De Sanctis
- Antonio Di Natale
- Stefano Fiore
- Giuliano Giannichedda
- Vincenzo Iaquinta
- Simone Pepe
- Paolo Poggi
- Paolo Pulici
- Fabio Quagliarella
- Dino Zoff
- Seko Fofana
- Mehdi Benatia
- Marek Koźmiński
- Bruno Fernandes
- Igor Shalimov
- Dusan Basta
- Željko Brkić
- Aleksandar Luković
- Samir Handanović
- Ricardo Gallego
- Arne Selmosson
- Valon Behrami
- Gökhan Inler
- Silvan Widmer
- Festy Ebosele
- James Abankwah